# Wang (Fang)
Kaiserin Wang (王皇后, Geburtsname unbekannt) war eine Kaiserin der Wei-Dynastie zur Zeit der drei Reiche. Sie war die dritte Gemahlin des dritten Wei-Kaisers Cao Fang.
Sie war eine Tochter von Wang Kui (王夔), dem Verwalter der kaiserlichen Spedition. Im Jahre 254 wurde sie zur Kaiserin erhoben, nachdem Cao Fang seine zweite Gemahlin Zhang wegen falscher Anschuldigungen gegen ihren Vater Zhang Ji (張緝) von Seiten des mächtigen Sima Shi abgesetzt hatte. Es ist nicht bekannt, ob sie vorher eine kaiserliche Konkubine war.
Im selben Jahr noch dachte Cao Fang an einen Staatsstreich gegen die Sima-Familie. Obwohl er den Plan nicht ausführte, drang die Nachricht durch. Sima Shi setzte ihn ab und degradierte ihn zum Prinzen von Qi, der Titel, den er schon unter der Regierung seines Vaters Cao Rui innegehabt hatte. Was mit Kaiserin Wang geschah, ist unbekannt, obwohl sie vermutlich den Titel der Prinzessin von Qi erhielt.
| Vorgänger | Amt                             | Nachfolger |
| --------- | ------------------------------- | ---------- |
| Zhang     | Kaiserin von China (Norden) 254 | Bian       |

| Personendaten    | Personendaten                         |
| ---------------- | ------------------------------------- |
| NAME             | Wang                                  |
| ALTERNATIVNAMEN  | 王皇后 (chinesisch)                   |
| KURZBESCHREIBUNG | chinesische Kaiserin der Wei-Dynastie |
| GEBURTSDATUM     | 3. Jahrhundert                        |
| STERBEDATUM      | 3. Jahrhundert                        |